# 甜心戰士
《甜心戰士》是日本漫畫家永井豪与其創立的原動力漫畫公司共同创作的一部漫画与动画系列。其漫畫自1973年至1974年4月於《周刊少年Champion》連載。作品以一位名叫「如月甜心」的美少女仿生人為主角，她能夠化身為遠超常人的超級英雄「甜心戰士」對抗威脅世界的各種壞蛋，根據永井的說法，她是第一位成為少年漫畫系列主角的女性角色。
嚴格來說，本作並非符合魔法少女定義的作品。由於內容的接近，因此能夠被視為東映魔女少女系列的作品始祖。《甜心戰士》因作品的成功而製作衍生眾多作品，包括漫畫系列、三部電視動畫、兩部OVA系列、兩張戲劇CD、三部真人改編版和四部舞台劇等。第一部電視動畫於1973年播出，此外該系列的主題曲已成為動漫史上最著名的主題曲之一。

## 概要
女主角是一位体内蕴藏有「空中元素固定装置」（將空氣中存在的元素自由结合或使物体物质分解的一个装置系统），外表為美少女姿态的仿生人，擁有遠超常人的运动能力与神奇力量。她所配備的装置可以使她随心所欲的变装，战斗服装能使她的威力发挥到顶点、平常是教会学校的一名高中生——如月甜心。本作品的最初版本是1973年的动画版本。

## 動畫

### 電視動畫《甜心戰士》
主題在專門盗窃宝石与美術品的犯罪组织——豹爪裡的刺客與充滿爱与光的美少女剑士——甜心戰士的战斗，还有甜心与早见一家發生的愉快的事情間交互切換著描繪，該作品當時於麗的電視台播放。
該作品的主要看点是甜心变换成各种各样的姿态与豹爪战斗的场面。在与刺客对决之时，从如月甜心到变身成甜心戰士前有如下的战斗台词：「我的真實身分是——爱的战士甜心戰士！」
有女性战斗角色的的作品在本作之前也有出现过，不过大部分作品都還是以男性战斗团队为中心，像本作這樣以單獨一人的女主人公負責战斗的的动画片，是史上第一部。作品中豹爪组织的刺客也是女性，只是女性刺客的手下全是男性。

### 電視動畫《甜心戰士 宇宙》
《甜心戰士 宇宙》（Cutie Honey Universe）2018年動畫化。

## 电影《甜心戰士》
2004年5月公开放映的真人写实电影。庵野秀明担任导演、佐藤江梨子主演。
真人与动画交织合编而成的电影。友情出演的幸田来未热唱《甜心战士》的主题歌，因此大家的话题与异议都很多，不过在片中演出成绩以不振结束。在电视播出时，日本的电视台放送剧的广告被限制了。片中的动画场景受到了很高的评价，之后就被做成了一部OVA动画作品《Re：甜心战士》。
在富士电视台系的「SMAP×SMAP」中，被改编成了《Cutie Tsuni》的小故事。草彅刚用电影版中甜心战士的戏装扮演成Tsuni的角色，独创的OP也被制作了，大家都称此版为甜心战士的恶搞版。 
倖田來未唱红了《甜心战士》的主题歌；2006年，韩国根据亚由美也添上了一笔。

## 电视剧《甜心戰士 THE LIVE》
从2007年10月开始放送的真人特摄电视剧版。全25话 (DVD是全26話)。

## 电影《甜心战士：眼泪》
这部日本科幻电影便是改编自永井豪的作品《甜心战士》，2016年上映。由西内玛利亚饰演女主人公如月瞳（又名：甜心战士）。